# Luisa García Merita
Luisa García Merita (València, 25 de gener de 1945) és una professora universitària i política valenciana, diputada a les Corts Valencianes en la IV Legislatura.
Militant de la Unió General de Treballadors, és catedràtica de personalitat de la Facultat de Psicologia de la Universitat de València. Militant del Partido Popular, fou escollida diputada a les eleccions a les Corts Valencianes de 1995. Poc després renuncià a l'escó quan fou nomenada directora general de Serveis Socials. En 1999 fou acusada de contractar una psicòloga alumna seva i que treballa al seu propi despatx a la Conselleria de Benestar Social.

## Obres
- Tratando-- esquizofrenia: ese desconocido mal Ediciones Pirámide, 2005. ISBN 84-368-1941-1
- Psicopatología de la afectividad y de la actividad motora amb M. Rojo Sierra, Promolibro, 2003. ISBN 84-7986-500-8
- Psicología y psicopatología de la captación del tiempo y del espacio, amb M. Rojo Sierra. Promolibro, 2000. ISBN 84-7986-347-1
- Estilo de vida y salud' amb Yolanda Pastor Ruiz i Isabel Balaguer Solá. Valencia : Albatros, 1999. ISBN 84-7274-242-3
- Criterios de bondad en la evaluación psicológica: principios y aplicaciones amb Inmaculada Fuentes Durá i C. Silva Silva. Nau Llibres, 1995. ISBN 84-7642-397-7
- Evaluación psicofisiológica, amb Inmaculada Fuentes Durá, F. Atienza. Valencia : Albatros, 1994. ISBN 84-7274-200-8
- Personalidad y cerebro amb M. Rojo Sierra i Inmaculada Fuentes Durá. Promolibro, 1992. ISBN 84-7986-021-9